# Louise av Storbritannien (1867–1931)
Louise av Storbritannien (Louise Victoria Alexandra Dagmar), född 20 februari 1867, död 4 januari 1931, var en prinsessa av Storbritannien och senare hertiginna av Fife. Hon var den äldsta dottern till kung Edvard VII av Storbritannien och drottning Alexandra och titulerades därför Princess Royal. Hon var sondotter till drottning Viktoria av Storbritannien och syster till bland andra kung Georg V av Storbritannien och drottning Maud av Norge.

## Biografi
Louise föddes på Marlborough House i London som dotter till prinsparet av Wales. Hon besökte ofta sin mors hemland under Danmark under sin uppväxt. Hon beskrivs som timid och tillbakadragen. 
Louise gifte sig trots hennes mors önskan att hennes döttrar skulle bli ogifta, men hennes äktenskap gillades av modern eftersom hon gifte sig med en brittisk man och alltså stannade i Storbritannien. 
När hennes far besteg tronen år 1901 fick hon titeln Princess Royal. Hon och hennes make led skeppsbrott vid Marockos kust 1911, vilket ledde till att hennes make fick hälsoproblem som orsakade hans död året därpå. Som änka levde hon ett tillbakadraget och isolerat liv. Vid sällsynt tillfällen följde hon med sin mor eller syster på officiella uppdrag. 

### Familj
Den 27 juli 1889 gifte hon sig med Alexander Duff, 1:e hertig av Fife, i kapellet på Buckingham Palace. Efter bröllopet gav hennes farmor drottning Viktoria hennes make titeln hertig av Fife. 
Barn:
1. Alastair (född och död 1890)
2. Alexandra (1891–1959), 2:a hertiginna av Fife 1912–1959, gift med Arthur av Connaught
3. Maud (1893–1945), gift med Charles Carnegie, 11:e earl av Southesk